# 勢子

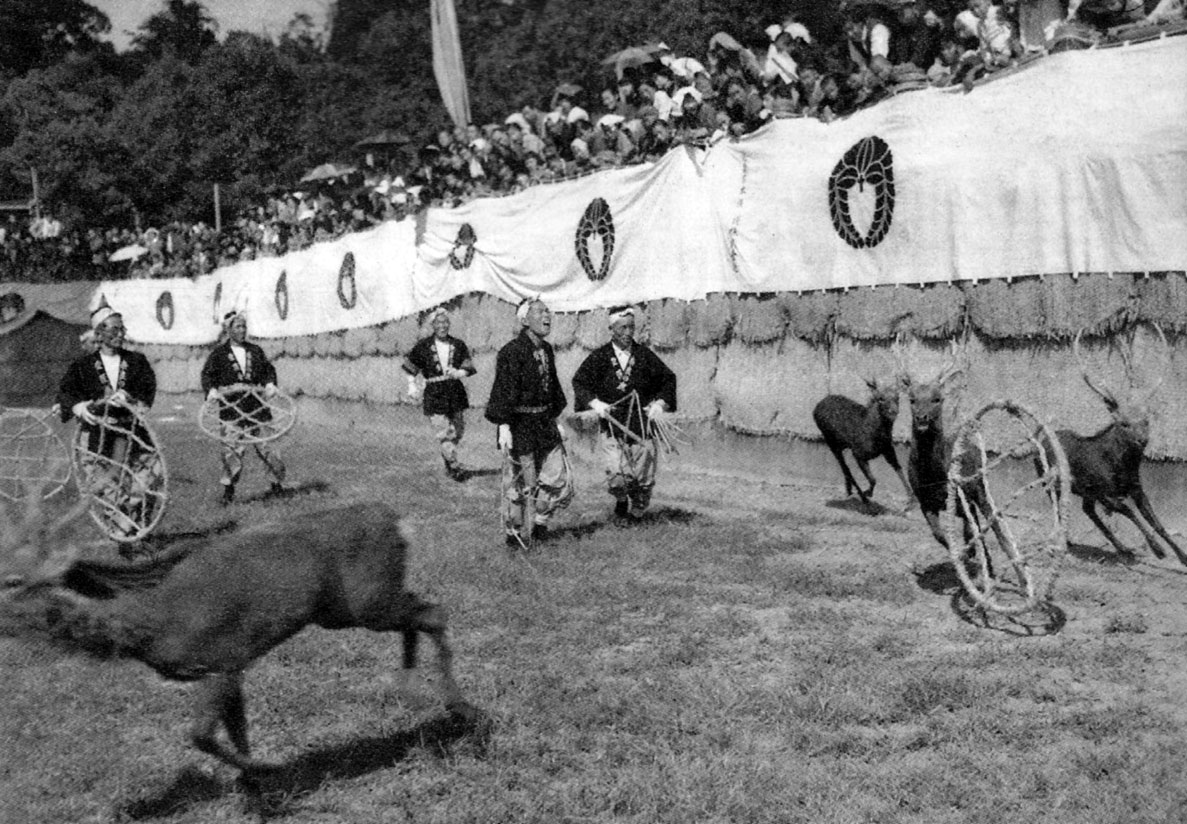
奈良公園で鹿を追う勢子たち（1953年）

勢子（せこ、せご）とは、狩猟を行う時に、山野の野生動物を追い出したり、射手（待子：まちこ、立間：たつま）のいる方向に追い込んだりする役割の人を指す。かりこ（狩子、狩り子）、列卒ともいう。多人数で行う巻狩りなどの狩猟法で、勢子は活躍した。領主などの権力者が行うような大規模な巻狩では参加する勢子の人数が数百人を超えることもしばしあった。

## 歴史
古くは、『日本書紀』や『古事記』に記載された天皇の狩りにも獣を追い立てる役目の者が用いられていたと考えられている。
1192年に鎌倉幕府を開いた源頼朝が翌1193年4月2日から23日まで那須野ヶ原（那須塩原市）周辺で行った那須巻狩は10万人もの勢子が集められたと伝わる。頼朝は5月にも同様に大規模な富士の巻狩りを行ったが、その際に勢子が滞在した土地に勢子に由来する地名がついた。
戦国時代、国盗りの北条早雲は、大森藤頼が所領する小田原城を奪取した際、鹿狩りと騙して、勢子に化けさせた多数の兵を小田原城付近の山に送り込み奇襲する作戦を用いたとの言い伝えがある。
江戸時代の1716年（正徳6年）など数回、将軍徳川吉宗などが小金原で行った鹿狩（ししがり）・小金原御鹿狩は、割り当てで数万の農民を集め、勢子（勢子人足、百姓勢子）をさせたと伝わる。この鹿狩りは害獣駆除の意味合いもあるものの、駆り出された農民にとっては「苦行」だったという者もいる。

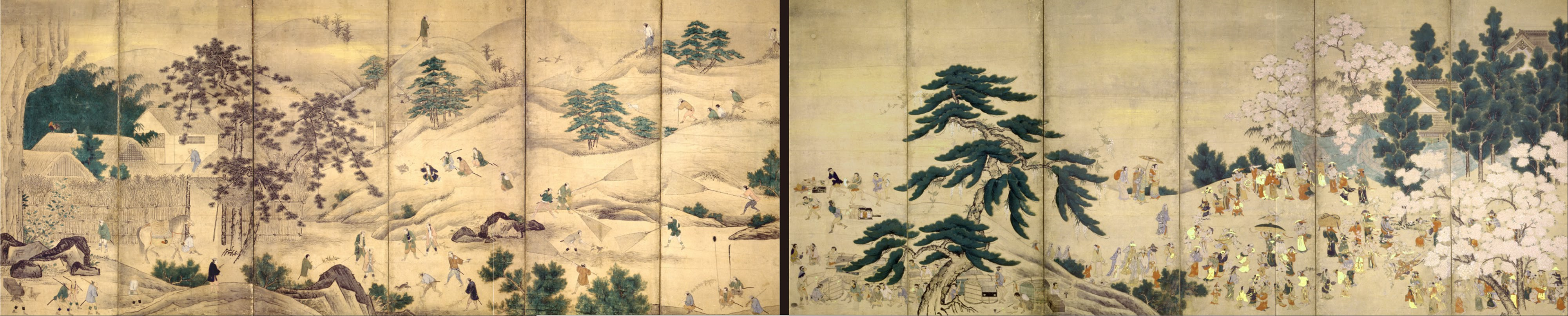
雲谷等顔の『花見鷹狩図屏風』（桃山時代、16世紀）：左の鷹狩りの絵に、多数の勢子が描かれている。

20世紀までは行われたマタギの集団での狩りの手法にも勢子の役目があり、指揮者（シカリなどという）の指示のもと射手のところへ獲物を導いた。1970年後半、秋田県のあるマタギは勢子役が「ホーホッ、ホーリャ」と掛け声を出して、カモシカを追った。秋田県の別のマタギは勢子役が「ソーレア！ソーレア！」と叫びながら、クマを追った。「ノボリマキ」という、勢子が下のほうから射手の待つ尾根に熊を追い上げる狩猟法が行われ、沢沿いに追い上げる者を「沢セコ」、斜面の中程から追い上げる者を「中セコ」、尾根沿いに追い上げる者を「片セコ」と呼んでいた。

### 世界の勢子

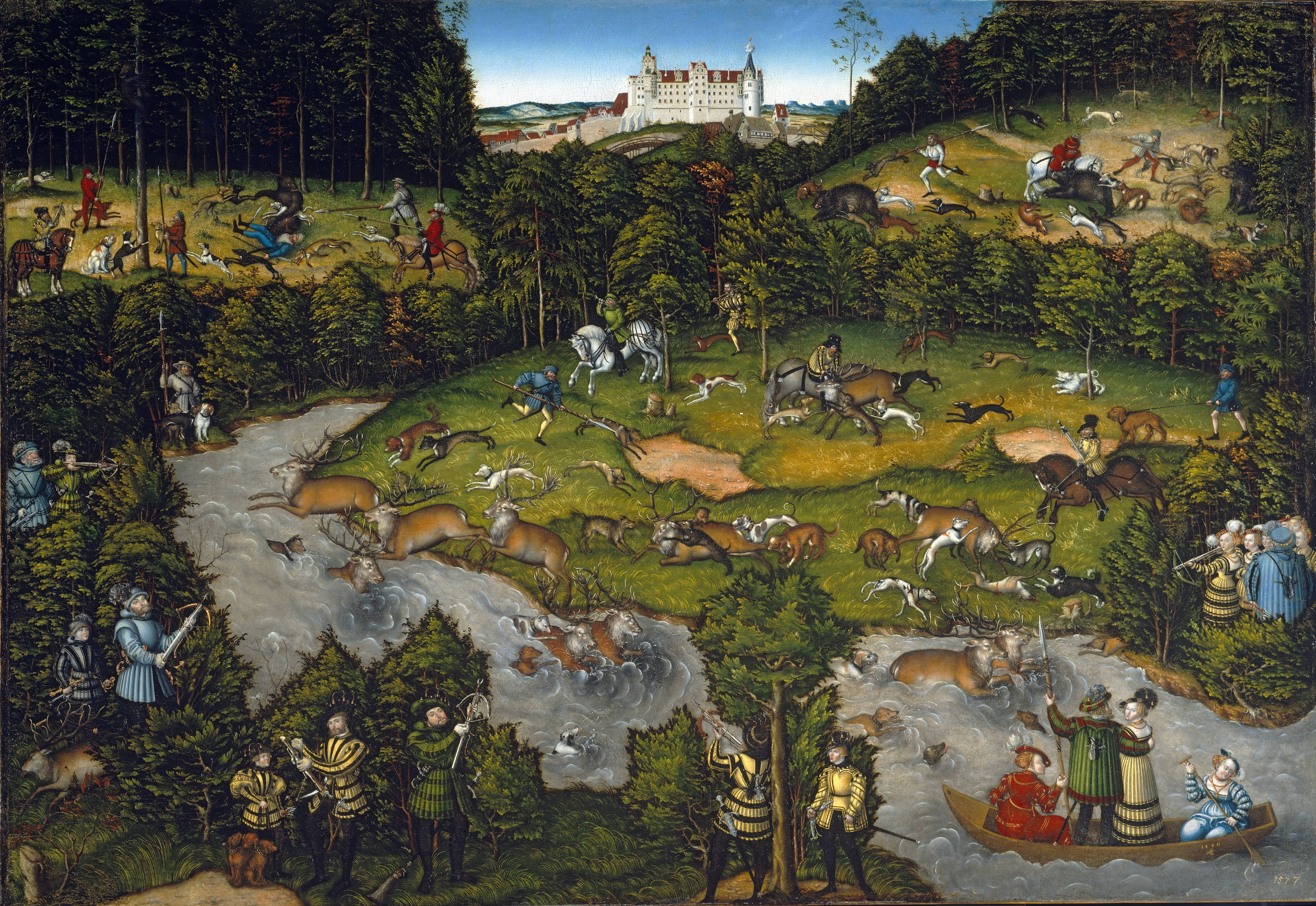
16世紀頃のドイツの鹿猟。多数の勢子と猟犬がハンターの待つ川へと鹿を追い込む様子。（絵：ルーカス・クラナッハの『Hunting near Hartenfels Castle』、1540年）

元の皇帝の鷹狩やインド・ムガール朝のアクバル帝の狩猟、18世紀のオーストリア宮廷の狩りでも勢子の役割の者がいた。マルコ・ポーロの『東方見聞録』によると、フビライ・ハーンの鷹狩では大勢の勢子が用いられたと伝わる。
イギリスでは17世紀にオオカミは絶滅しているが、15世紀頃にはオオカミがおり、領主や貴族などのハンターが農民を勢子役にしてオオカミを追い出させ、それを猟犬に追わせるスポーツハンティング（オオカミ狩り）が行われていたことが記録されている。また勢子や嗅覚ハウンドと呼ばれる犬種群を動員して鹿を狩る鹿撃ちもスポーツとして行われた。勢子は木の枝などで首を傷つけるのを予防するため、後ろに庇がある鹿撃ち帽を被っていた。
朝鮮半島では、勢子を用いた虎狩が、豊臣秀吉の朝鮮出兵において行われた。1595年（文禄4年）3月10日に島津義弘の手勢が犠牲者を出しながら2頭のトラを仕留め、秀吉に献上している。
アフリカ各地の熱帯雨林に住むピグミー族も狩猟での勢子役がいる。21世紀初頭までの調査によると、ピグミーの行うネットハンティング（網猟）では女性も勢子役をしている。

### 現代の勢子
現代の害獣駆除などの多人数の狩猟でも勢子という役割は残っている。鹿害（ろくがい）のある地域でのシカやエゾシカ駆除などで、勢子役が活躍する。ラッパなどで音を立てたり、無線機などの現代的な道具を用いながら、獣を追い込む。しかし、勢子役が危険なのは昔と変わらず、熊、猪などの獣に反撃され被害を受けたり、足を滑らせて転落したり、射手が勢子役を誤射することもある。自衛隊が害獣捕獲事業に参加する場合、勢子役が効率よく動けるように、自衛隊のヘリコプターから無線で情報を伝えたり、あるいはヘリコプター自体が対象動物を驚かす勢子にもなる。

## 地名に残る勢子
富士の巻狩りの際に、勢子を多数輩出した村を「勢子村」（せこむら）と呼んだ。静岡県富士市に含まれた今泉村の旧名とされている。他に富士市には「勢子辻」（せこつじ）という地名があり、源頼朝の狩りの際の勢子の待機所であったと伝わる。
愛知県名古屋市名東区にも「勢子坊」（せこぼう）という地名があり、これは山で徳川御三家の尾張藩が巻狩をよく行い、その際に勢子を輩出した地域とされる。
江戸幕府のために軍馬を生産する牧があった千葉県鎌ケ谷市には、「勢子土手」（せこどて）という土手（野馬土手：のまどて）があり、「野馬捕り」（のまとり）という野馬を追い込む作業の際の堤防であったという。20日間ほどかかる野馬捕りに駆り出された勢子の手当は1日米7合 - 1升であり、周辺の村々に割り当てられた村人（勢子人足）の人数が古文書からわかっている。

## 様々な勢子
奈良公園にいるシカの角を切るために追い立てる者も勢子という。この勢子は追い立てるだけではなく、鹿を捕えて、角を切るまでの作業を行う。
日本の闘牛（牛の角突き、牛突き）にも勢子はいる。この勢子は、牛を闘いに導く役目の者で、闘う牛の脇にぴたりと寄り添う危険な仕事である。
祭りなどで神輿を担いだり、山車を曳く役割の者も勢子という。また、熊本県で行われる藤崎八旛宮秋季例大祭では、飾り馬を行列の中で暴れさせたりするが、その馬を御す者や馬をはやす者を勢子という。
岩手県の釜石市や大槌町に伝わる“虎舞”（とらまい）という伝統芸能は、虎狩りを表現しているため、虎と勢子が登場する。
日本の伝統的な捕鯨（古式捕鯨）にも勢子の役目をする「勢子船」（せこぶね）があり、鯨漁は船足の速い勢子船を用いて鯨を音や声により網へと追い込んだり、銛を投げて仕留めた。